# Neotheronia buccata
Neotheronia buccata là một loài tò vò trong họ Ichneumonidae.